# Liste der Kirchengebäude im Dekanat Erding
Die Liste der Kirchengebäude im Dekanat Erding listet die Kirchengebäude im Dekanat Erding im Erzbistum München und Freising, welches 2024 aus dem  vorher bereits bestehenden Dekanat Erding und dem Dekanat Dorfen gebildet wurde.

## Liste
| Bild | Pfarrkirche                                              | Ort                       | Filialkirchen | Anmerkungen                                           |
| ---- | -------------------------------------------------------- | ------------------------- | --- | ----------------------------------------------------- |
|      | Pfarrkirche Mariä Verkündigung                           | Altenerding               | Filialkirche St. Martin - Indorf Filialkirche St. Vitus - Itzling Filialkirche St. Georg - Pretzen | Pfarrverband Altenerding - Klettham                   |
|      | Pfarrkirche St. Johann Baptist                           | Aufkirchen bei Erding     | Filialkirche Kempfing - St. Jakobus d. Ä. Filialkirche Notzing - St. Nikolaus Dreifaltigkeitenskapelle - Notzing | Pfarrverband Erdinger Moos                            |
|      | Pfarrkirche St. Peter und Paul                           | Berglern                  | Filialkirche Niederlern - St. Andreas | Pfarrverband Wartenberg                               |
|      | Pfarrkirche Mariä Heimsuchung                            | Bockhorn                  | Filialkirche Grünbach – St. Andreas Filialkirche Hecken – St. Margarethe Filialkirche Salmannskirchen – St. Oswald Filialkirche Tankham – St. Peter und Paul Nebenkirche Oppolding – St. Johannes Nebenkirche Haselbach – St. Johannes | Pfarrverband Bockhorn                                 |
|      | Pfarrkirche St. Martin                                   | Buch am Buchrain          | Filialkirche Haidberg - Hl. Kreuz | Pfarrverband Maria Tading                             |
|      | Pfarrkirche St. Vitus                                    | Burgharting               | Filialkirche Reichersdorf - St. Georg | Pfarrverband Holzland                                 |
|      | Pfarr- und Wallfahrtskirche Mariä Himmelfahrt            | Dorfen                    | Marktkirche St. Veit Pestkirche St. Sebastian Etzkapelle Klosterkirche St. Josef der Barmherzigen Brüder in Algasing Filialkirche Angerskirchen - St. Martin Filialkirche Frauenvils - Maria Geburt Filialkirche Hampersdorf - St. Peter und Paul Filialkirche Jaibing - St. Johannes der Täufer Filialkirche Jakobrettenbach - St. Jakobus Filialkirche Kienraching - St. Leonhard Filialkirche Kleinkatzbach - St. Andreas Filialkirche Staffing - St. Nikolaus | Pfarrverband Dorfen                                   |
|      | Pfarrkirche St. Joseph                                   | Eichenried                | | Pfarrverband St. Anna im Moosrain                     |
|      | Pfarrkirche St. Georg                                    | Eitting                   | Filialkirche St. Margaretha, Reisen | Pfarrverband Erdinger Moos                            |
|      | Pfarrkirche St. Johann                                   | Erding                    | Friedhofskirche St. Paul Erding Wallfahrtskirche Heilig Blut Erding | Pfarrverband Erding                                   |
|      | Pfarrkirche Mariä Geburt                                 | Eschlbach                 | | Pfarrverband Bockhorn                                 |
|      | Pfarr- und Wallfahrtskirche Mariä Himmelfahrt            | Forstern-Tading           | Pfarrkirche Forstern - St. Peter und Paul Filialkirche Reithofen - St. Michael Filialkirche Harthofen - St. Sylvester Filialkirche Wetting - St. Pancratius | Pfarrverband Maria Tading                             |
|      | Pfarrkirche St. Florian                                  | Fraunberg                 | | Pfarrverband Reichenkirchen - Maria Thalheim          |
|      | Pfarrkirche Mariä Geburt                                 | Hofkirchen                | | Pfarrverband Taufkirchen (Vils)                       |
|      | Pfarrkirche St. Josef                                    | Hohenlinden               | Filialkirche Hohenlinden - Mariä Heimsuchung Filialkirche Preisendorf - St. Stephanus Filialkirche Kronacker - St. Johannes | Pfarrverband Maria Tading                             |
|      | Pfarrkirche Mariä Heimsuchung                            | Hohenpolding              | Filialkirche Amelgering - St. Lambert Filialkirche Sulding - Hl. Kreuz | Pfarrverband Holzland                                 |
|      | Pfarrkirche St. Stephanus Protom.                        | Inning am Holz            | Filialkirche Adlberg - Maria Himmelfahrt Filialkirche Großwimpasing - St. Jakobus der Ältere Filialkirche Ottering - St. Georg | Pfarrverband Holzland                                 |
|      | Pfarrkirche St. Zeno                                     | Isen                      | Filialkirche St. Ulrich in Innerbittlbach Filialkirche St. Johannes in Schnaupping Filialkirche St. Laurentius in Weiher Josefskapelle am Isener Ranischberg | Pfarrverband Isen                                     |
|      | Pfarrkirche St. Vinzenz                                  | Erding-Klettham           | | Pfarrverband Altenerding - Klettham                   |
|      | Pfarrkirche St. Martin von Tours                         | Langengeisling            | Filialkirche St. Johannes der Täufer Filialkirche St. Ägidius in Eichenkofen Filialkirche St. Benedikt in Altham | Pfarrverband Erding                                   |
|      | Pfarrkirche St. Martin                                   | Langenpreising            | | Pfarrverband Wartenberg                               |
|      | Pfarrkirche St. Petrus                                   | Lengdorf                  | Filialkirche St. Stephanus, Außerbittlbach Filialkirche St. Stephanus, Niedergeislbach Filialkirche St. Martin, Matzbach Nebenkirche St. Nikolaus, Thann | Pfarrverband Isen                                     |
|      | Pfarrkirche St. Stephanus                                | Moosen                    | Filialkirche St. Johannes der Täufer, Johannrettenbach Filialkirche Maria Himmelfahrt, Maiselsberg | Pfarrverband Taufkirchen (Vils)                       |
|      | Pfarrkirche St. Emmeram                                  | Moosinning                | Filialkirche Eicherloh - Mariä Himmelfahrt | Pfarrverband St. Anna im Moosrain                     |
|      | Pfarrkirche St. Martin                                   | Neuching                  | Filialkirche Niederneuching - St. Johannes der Täufer | Pfarrverband St. Anna im Moosrain                     |
|      | Pfarrkirche St. Martin                                   | Niederding                | Filialkirche St. Georg, Oberding | Pfarrverband Erdinger Moos                            |
|      | Pfarrkirche St. Georg                                    | Oberdorfen                | Filialkirche St. Antonius, Zeilhofen Filialkirche Hl. Kreuz, Lindum Filialkirche St. Leonhard, Esterndorf Filialkirche St. Martin, Landersdorf | Pfarrverband Dorfen                                   |
|      | Pfarrkirche St. Martin                                   | Pastetten                 | Filialkirche Poigenberg - St. Nikolaus Filialkirche Taing - St. Ottilia | Pfarrverband Maria Tading                             |
|      | Pfarrkirche St. Margaretha                               | Pemmering                 | | Pfarrverband Isen                                     |
|      | Pfarrkirche St. Stephan                                  | Rappoltskirchen           | | Pfarrverband Reichenkirchen - Maria Thalheim          |
|      | Pfarrkirche St. Michael                                  | Reichenkirchen            | Filialkirche Lohkirchen - St. Martin Filialkirche Grucking - St. Vitus Filialkirche Grafing - St. Sebastian | Pfarrverband Reichenkirchen - Maria Thalheim          |
|      | Pfarrkirche St. Georg                                    | Riding                    | | Pfarrverband Reichenkirchen - Maria Thalheim          |
|      | Pfarrkirche St. Zeno                                     | Schönbrunn                | | Pfarrverband St. Wolfgang bei Dorfen                  |
|      | Pfarrkirche St. Nikolaus                                 | Schröding                 | Filialkirche Kirchberg - St. Peter Filialkirche Niederstraubing - St. Martin | Pfarrverband Holzland                                 |
|      | Pfarrkirche St. Korbinian                                | Schwaig                   | St. Christophoruskapelle im Flughafen München | Pfarrverband Erdinger Moos                            |
|      | Pfarrkirche Mariä Himmelfahrt                            | Schwindkirchen            | Filialkirche St. Johann Evangelist - Wasentegernbach Filialkirche St. Katharina - Kloster Moosen Filialkirche St. Margareth - Grüngiebing Filialkirche St. Laurentius - Armstorf Kirchenanbau im Kloster Armstorf Filialkirche Hl. Kreuz - Mainbach Filialkirche St. Koloman - Sankt Colomann Filialkirche St. Kastulus - Oberschiltern | Pfarrverband St. Wolfgang bei Dorfen                  |
|      | Pfarrkirche St. Wolfgang                                 | Sankt Wolfgang bei Dorfen | Filialkirche St. Michael - Großschwindau Filialkirche St. Remigius - Lappach | Pfarrverband St. Wolfgang bei Dorfen                  |
|      | Pfarrkirche St. Johannes Baptist und Johannes Evangelist | Steinkirchen              | Filialkirche Hofstarring - St. Laurentius Filialkirche Kögning - St. Michael Filialkirche Ebering - St. Laurentius und St. Stephanus | Pfarrverband Holzland                                 |
|      | Pfarrkirche Pauli Bekehrung                              | Taufkirchen/Vils          | Nebenkirche St. Helena - Breitenweiher Schlosskapelle St. Maria im Wasserschloss Taufkirchen | Pfarrverband Taufkirchen (Vils)                       |
|      | Pfarrkirche St. Erhard                                   | Walpertskirchen           | Filialkirche Neukirchen - St. Jakobus Filialkirche Obergeislbach - St. Johannes d. Täufer Filialkirche Papferding - Hl. Kreuz Nebenkirche Schwabersberg - St. Florian | Pfarrverband Walpertskirchen                          |
|      | Pfarrkirche St. Lambert                                  | Wambach                   | Filialkirche St. Nikolaus - Geislbach | Pfarrverband Taufkirchen (Vils)                       |
|      | Pfarrkirche Mariä Geburt                                 | Wartenberg                | Filialkirche St. Georg - Wartenberg Nikolauskapelle - Wartenberg Filialkirche St. Bartholomäus - Auerbach Filialkirche Kreuzerhöhung - Hinterholzhausen Filialkirche St. Ulrich – Pesenlern | Pfarrverband Wartenberg                               |
|      | Pfarrkirche St. Peter                                    | Wörth                     | Filialkirche St. Bartholomäus-Hörlkofen Filialkirche Kirchötting - Mariä Geburt Filialkirche Sankt Koloman - St. Koloman Filialkirche Sonnendorf - St. Martin Filialkirche Wifling - St. Urbanus | Pfarrverband Walpertskirchen                          |
|      | Pfarrkirche St. Katharina                                | Ottenhofen                | Filialkirche Siggenhofen - St. Johannes und Paulus von Rom Filialkirche Unterschwillach - St. Stephanus | Pfarrkuratie, Pfarrverband St. Anna im Moosrain       |
|      | Kuratiekirche St. Bartholomäus                           | Hörgersdorf               | | Kuratie, Pfarrverband Bockhorn                        |
|      | Kuratiekirche St. Bartholomäus                           | Hörlkofen                 | | Kuratie, Pfarrverband Walpertskirchen                 |
|      | Kuratiekirche St. Martin Ep.                             | Kirchasch                 | | Kuratie, Pfarrverband Bockhorn                        |
|      | Wallfahrtskirche Mariä Himmelfahrt                       | Maria Thalheim            | Filialkirche Oberbierbach - St. Martin | Kuratie, Pfarrverband Reichenkirchen - Maria Thalheim |
|      | Kuratiekirche St. Nikolaus                               | Watzling                  | | Kuratie, Pfarrverband Isen                            |
|      | Kuratiekirche St. Stephanus                              | Zustorf                   | | Kuratie, Pfarrverband Wartenberg                      |